# Matthias Schießleder
Matthias Schießleder (23 de septiembre de 1936-13 de marzo de 2024) fue un deportista alemán que compitió para la RFA en judo. Ganó dos medallas en el Campeonato Europeo de Judo, bronce en 1959 y oro en 1960.

## Palmarés internacional
| Campeonato Europeo | Campeonato Europeo       | Campeonato Europeo | Campeonato Europeo |
| Año                | Lugar                    | Medalla            | Categoría          |
| ------------------ | ------------------------ | ------------------ | ------------------ |
| 1959               | Viena (Austria)          | Medalla de bronce  | –68 kg             |
| 1960               | Ámsterdam (Países Bajos) | Medalla de oro     | –68 kg             |